# Valter Sentimenti
Valter Sentimenti (ur. 19 marca 1923 w Imoli, zm. 1 kwietnia 1987 tamże) – włoski pięściarz.

## Życiorys
Zdobył brązowy medal w wadze średniej (do 75 kg) na igrzyskach śródziemnomorskich w 1951 w Aleksandrii.
Reprezentant kraju podczas igrzysk olimpijskich w 1952 w Helsinkach. Na igrzyskach w Helsinkach wystąpił w turnieju wagi średniej. Najpierw wygrał z Hansem Niederhauserem ze Szwajcarii. W drugiej rundzie wygrał z reprezentantem Pakistanu Muhammadem Khanem. W walce o strefę medalową przegrał z Vasile Tiță z Rumunii.